# Indywidualne Mistrzostwa Polski w Zapasach 1980

## Mistrzostwa Polski w Zapasach1980

### Mężczyźni
- styl wolny

33. Mistrzostwa Polski – x – x 1980, Łódź
- styl klasyczny

50. Mistrzostwa Polski – x – x 1980, Dębica

## Medaliści

### Mężczyźni

#### Styl wolny
| Kategoria:   | Złoto:                                | Srebro:                             | Brąz:                              |
| 48 kg        | Władysław Olejnik Lotnik Wrocław      | Janusz Bożek GKS Tychy              | Ryszard Kajszczak Grunwald Poznań  |
| 52 kg        | Roman Ratayczyk LKS Ceramik Krotoszyn | Tadeusz Kudelski Gwardia Warszawa   | Andrzej Hermyt GKS Tychy           |
| 57 kg        | Wiesław Kończak Lotnik Wrocław        | Krzysztof Jasiński Gwardia Warszawa | Andrzej Kudelski Gwardia Warszawa  |
| 62 kg        | Mirosław Jędrzejczak AZS-AWF Warszawa | Bogdan Szulc Grunwald Poznań        | Mirosław Skrzypkowski Stal Rzeszów |
| 68 kg        | Marian Filipowicz Boruta Zgierz       | Stanisław Chiliński Plon Milicz     | Dariusz Ćwikowski GKS Tychy        |
| 74 kg        | Ryszard Ścigalski Górnik Zabrze       | Jan Szymański Piast Sieradz         | Władysław Kozłowski Boruta Zgierz  |
| 82 kg        | Michał Busse Budowlani Łódź           | Leszek Ciota Gwardia Warszawa       | Jan Górski GKS Tychy               |
| 90 kg        | Henryk Mazur Gwardia Warszawa         | Aleksander Cichoń Stal Rzeszów      | Piotr Morawski Gwardia Warszawa    |
| 100 kg       | Tomasz Busse ŁKS Łódź                 | Edward Żmudziejewski Stal Rzeszów   | Jerzy Kachniarz Gwardia Warszawa   |
| ponad 100 kg | Adam Sandurski Stal Rzeszów           | Ryszard Długosz Stal Rzeszów        | Stanisław Makowiecki Stal Rzeszów  |

#### Styl klasyczny
| Kategoria:   | Złoto:                                   | Srebro:                                    | Brąz:                                     |
| 48 kg        | Ryszard Szyper GKS Katowice              | Krzysztof Mudrecki Unia Racibórz           | Aleksander Zajączkowski Unia Racibórz     |
| 52 kg        | Leszek Majkowski Legia Warszawa          | Zbigniew Górecki Wisłoka Stomil Dębica     | Stanisław Wróblewski Siła Mysłowice       |
| 57 kg        | Piotr Michalik Siła Mysłowice            | Jan Potocki Cement Gryf Chełm              | Bernard Cyfra Cement Gryf Chełm           |
| 62 kg        | Ryszard Świerad Wisłoka Stomil Dębica    | Józef Lipień Wisłoka Stomil Dębica         | Władysław Pakuszewski Pafawag Wrocław     |
| 68 kg        | Kazimierz Lipień Wisłoka Stomil Dębica   | Czesław Kowalik GKS Katowice               | Stanisław Czerwicki Wisłoka Stomil Dębica |
| 74 kg        | Andrzej Supron GKS Katowice              | Jerzy Kopański GKS Katowice                | Wiesław Dziadura Legia Warszawa           |
| 82 kg        | Andrzej Malina Legia Warszawa            | Jan Dołgowicz GKS Katowice                 | Bogdan Merkel Unia Racibórz               |
| 90 kg        | Edward Kasperowicz Wisłoka Stomil Dębica | Władysław Szybowski Wisłoka Stomil Dębica  | Bogusław Dąbrowski Zagłębie Wałbrzych     |
| 100 kg       | Roman Wrocławski Wisłoka Stomil Dębica   | Andrzej Skrzydlewski Wisłoka Stomil Dębica | Jerzy Choromański GKS Katowice            |
| ponad 100 kg | Marek Galiński Pafawag Wrocław           | Zygmunt Andrecki Siła Mysłowice            | Henryk Tomanek GKS Katowice               |